# Jules Doublet de Boisthibault
François-Jules Doublet de Boisthibault, né le 13 février 1800 à Chartres où il est mort le 16 janvier 1862, est un avocat, historien et homme de lettres français.

## Biographie
Fils de Pierre Nicolas Doublet, avocat en parlement et aux bailliage et siège présidial de Chartres, puis avoué près le Tribunal civil de l'arrondissement de Chartres, et de Geneviève Agathe Mélanie Gougis, il naît à Chartres au domicile de ses parents, rue du Grand cerf, le 13 février 1800.
Son oncle est le médecin François Doublet.
Son grand-père, François Doublet époux de Marie Anne Hottet de la Place, fils d'un laboureur de Theuville, est procureur au bailliage et siège présidial de Chartres.
Jules Doublet de Boisthibault devient avocat à la Cour royale de Paris, attaché au barreau de Chartres, dont il devient bâtonnier.
Secrétaire de la commission des prisons de Chartres, en 1838, il est autorisé à visiter le bagne de Rochefort dans le but de rédiger un rapport sur la réforme des prisons.
Conservateur de la bibliothèque publique de Chartres, il collabore à la Revue archéologique, à La Thémis, à La Gazette des tribunaux, à La Gazette des cultes et à la Revue encyclopédique.
En 1839, il remporte le concours organisé par l'Académie royale du Gard portant sur ce sujet : « Quels sont les droits et les devoirs réciproques de la société et des pauvres touchant la mendicité ? Les dispositions du Code pénal relatives au vagabondage, à la mendicité et à la surveillance de la police, n'exigeraient-elles pas la création de maisons de travail, d'ateliers, etc., ou la réorganisation des dépôts de mendicité ? En cas d'affirmative, quel est le système d'administration de ces établissements le plus propre à soulager l'infortune sans favoriser la paresse ni le vice ? » et reçoit une médaille d'or de 300 francs.
Il est membre du Comité des travaux historiques et scientifiques à partir de 1840, de la Société des antiquaires de France, de la Société d'émulation de Cambrai, de la Société de la morale chrétienne, de la Société pour l'instruction élémentaire et de la Société des statistiques universelles.
En 1849, il reçoit pour la troisième fois de l'Académie des inscriptions et belles-lettres une mention très-honorable, pour son travail sur les antiquités nationales de France.
En 1852, il est nommé membre de l'administration des hôpitaux de Chartres. A l'occasion de cette nomination, l'historien chartrain Adolphe Lecocq note dans son journal : « Me Doublet, homme très actif mais insatiable d'emplois honoraires pourvu qu'ils puissent donner du relief à son trop grand amour propre. »
En 1858, après lui avoir adressé sa notice intitulée Vœux des Hurons et des Abnaquis à Notre-Dame de Chartres, le pape Pie IX lui adresse, par l'organe de son secrétaire, une lettre où il lui témoigne combien il lui a été agréable de recevoir son ouvrage qui démontre l'extension du culte de Notre-Dame-de-Chartres jusque dans les contrées les plus lointaines et la vénération qu'elles professent pour ses saintes reliques.
Jules Doublet de Boisthibault a une sœur : Zélie Doublet, née à Blois le 28 février 1795. Elle épouse le 22 juillet 1816 à Chartres Basile Pierre François Chavaudret, directeur des messageries royales.

## Publications
- Notice historique sur la vie et les ouvrages de François Doublet, docteur régent de l'ancienne Faculté de médecine de Paris, et professeur de la Faculté actuelle (1826)
- Éloge historique de François-Alexandre-Frédéric, duc de La Rochefoucauld-Liancourt, pair de France (1830)
- La France : description géographique, statistique et topographique, présentant l'état actuel, physique, moral, politique, militaire, administratif, judiciaire, religieux, financier, agricole, industriel, commercial, scientifique et littéraire des départements de la France et de ses colonies ; avec une carte et un dictionnaire topographique, biographique et bibliographique de chaque département (1836)
- Notice sur la maison centrale de Gaillon - Paris, imprimerie de Gosson (1837)
- Des sinistres de la Cathédrale de Chartres (1839)
- Discours prononcé sur la tombe de l'abbé Jumentier
- Du projet de créer un noviciat de la magistrature (1841)
- Chauveau-Lagarde (1841)
- Les artistes au Moyen Âge (1850)
- Marceau (1851)
- Notice sur l'armure dite de Philippe le Bel, exposée au musée de la ville de Chartres (1851)
- Notice sur le labyrinthe de la cathédrale de Chartres (1852)
- Notice sur l'horloge placée autrefois à droite de la clôture extérieure du chœur de la cathédrale de Chartres (côté du midi) (1852?)
- Les vieilles maisons de Chartres (1853)
- Notice sur l'inscription du tombeau de S. Caltry (1854)
- Les Pinaigrier (1854)
- Notice historique sur la crypte de Notre-Dame de Chartres (1855)
- Les verrières de Notre-Dame de Chartres [Texte imprimé] : noms, blasons, inscriptions et sujets (1857)
- Le Verre de Charlemagne (1857)
- La Crypte de Saint-Martin-au-Val (Eure et Loir) (1858)